# Kölyökidő
A Kölyökidő az 1990-es évek (1989. január 1. – 1997. május) népszerű ifjúsági sorozata volt a Magyar Televízióban, melynek szereplői a nézők szeme előtt nőttek fel, így tudtak hitelesen beszélni a felnőtté válás problémáiról és a kamaszkor megpróbáltatásairól. Tették mindezt sok humorral és öniróniával.

## AKölyökidőtörténete
1989 januárjában élő stúdióműsorként indult a sorozat, Takács Vera rendező első ízben merészelt felnőtt műsorvezető nélkül nekiindulni egy sorozat elkészítésének. Az első szériában a 19 éves gimnazista Gaskó Balázs volt a legidősebb, a kamerák előtt eleinte még esetlenűl, szégyenlősen mozgó gyerekek átlag életkora pedig 10 év körül. Az első csapatban már szerepelt Acél Réka, Kovács Róbert, Wallot Dan Yannick, Dombóváry Kristóf és Szekeres Nóra és Farkas Dániel. A második évadban csatlakozott Dózsa Gergő, Kárász Eszter, Pausch Brigitta, Korom Attila, Lass Bea, Korompay Márk. Így lett teljes a „nagy generáció”. A csapat hamar összeszokott és a dinamikája is gördülékeny ritmust vett fel. A második évadra alakult ki a Kölyökidő arculata. Ennek fontos része lett az 1989 szeptemberétől minden adásban jelentkező és egyre hosszabb FOLYT.KÖV., vagyis egy játékfilmsorozat, amolyan mini szappanopera. A műsor egyre népszerűbb lett. Az „öregedő” szereplők mellé 1992–1993 között új arcok érkeztek: Galambos Lilla, Gévai Juli, Kinizsi Ottó, Czippán Anett, Jakó Máté, Blazsovszky Péter, Schök Norbert, Schneider Viki. Az állandó szereplők közül többen ma is ismert tévés személyiségekké váltak.
1995-től kezdve Kölyökidő délelőtt címmel többórás élő adások készültek szintén „csak” gyerekek vezetésével. Neves vendégeket hívtak meg, volt telefonos játék, film-, könyv- és tévéajánló.
A Kölyökidő műsora 1997-ben a 250. adással ért véget. 7 év 7 műsor címmel készült egy áttekintés, ahol a felnőtté cseperedő fiatalok emlékeztek vissza az elmúlt évekre.

## A műsor tartalmi jellemzői
A Kölyökidő indulásakor azt a célt tűzte ki, hogy segít a tizenéveseknek eligazodni a hétköznapokban, megoldani az iskolában vagy otthon adódó konfliktusokat. Mindezeket nem magyarázta, hanem jelenetek, burleszk variációk során és a folytatásos mini szappanoperák segítségével jelenítette meg. Kialakult egy sajátos kölyökidős stílus, ami lehetővé tette, hogy mindenről beszéljenek, ami egy gyerek életében előfordulhat. Az iskolai kihívások és szocializáció, a magánélet eseményei, a kamaszok érzelmi és szerelmi világa, barátságok, az első szexuális élmények, a testi változások, az egymás közötti kapcsolatok ezerszínű bonyolultsága állandó téma volt. A történeteket sokszor a szereplők civil élete is alakította. A forgatókönyv gyakorlatilag abból készült. Hitelesen olvadt egybe a fiktív jelenetekben és a valóságban játszott szerepük. Amikor a gyerekek elérték a pubertáskort, a műsor új alcímet kapott: Kamaszodó kamaszadó. A Kölyökidő hűséges rajongótáborral rendelkezett, akik felnőttként egyéb források mellett az M3 televízió csatorna ismétlései során örömmel emlékeznek vissza kamaszkoruk élményeire.

## Nyári filmek
1991-től kezdődően nyaranta érdekes és színvonalas játékfilmek, vakációs sorozatok készültek, a Kölyökidő stílusában és szereplőivel, profi színészek közreműködésével.
1991: Szereposztás 1–4 rész. – A szereplőválogatástól a bemutatóig játszódik a történet sok szerelemmel és féltékenységgel és zenével. Hernádi Judit, Csák György, Sándor Juli, Géczi Dorottya és a kölykök. Főszerepben: Dózsa Gergő, Pausch Brigitta, Kárász Eszter. Zene: Korom Attila.
1992: Kössszép 1–4 rész. – Pesti fiúk érkeznek egy vidéki városba, felpezsdítve a helyi lányok nyarát. Hernádi Judit, Borbély László, Sándor Juli és a kölykök. Főszerepben Dózsa Gergő, Szekeres Nóra. Zene: Korom Attila.
1993: Nyári film – A tv-film eseménye két szálon fut. A történetben csellengő fiatalok verődnek össze a Balaton parton, nyári munkát és kalandot keresve. A keretjáték a forgatás eseményeit mutatja be, ugyanúgy kalandokkal, barátságokkal és szerelmekkel.
1994: Tükröm, tükröm – Egy tiniszépségverseny eseményeiről szól. Szomorú film. Kaszás Gergő, Olsavszky Éva, Timár Andor, Hernádi Judit, Znamenák István, Naszlady Éva, Borbély László Kölyök, főszereplők: Schneider Viki, Galambos Lilla.
1995: Nem vagyok már gyerek – Virág F. Éva regényéből készült játékfilm a magányosságról, a szülők válásáról, szerelemről. Szirtes Ági, Margitai Ági, Székhelyi József, Kaszás Gergő, Hernádi Judit. Kölyök főszereplő: Renczés Gabi, Schök Norbert, Szekeres Nóra.
1996: Álom ébredés után – Egy balatoni sakkverseny közben súlyos bűncselekményre derül fény, alaptalan gyanúsításokkal, diszkóhajóval és motorcsónak-üldözéssel körítve. Tímár Andor, Nyári Arnold, Nyári Oszkár és a kölykök.
1996-ban készült két félórás film, amit már a kölykök írtak és rendeztek, a stábtagok szereplőként működtek közre: Csereszerelem, Megint.
1997: A jégpályák lovagja – egy tanár–diák-szerelem szomorú története két részben. Az egész évi folyt. köv. részek összefűzéséből készült. Crespo Rodrigo, Renczés Gabi, Gaskó Balázs, Demeter Sára, Müller József és a kölykök.

### Különkiadások
1990: Mi leszünk az unokád! – egyórás zenés, táncos ajándékműsor azoknak, akik magányosan töltik a karácsonyt. Szereplők a kölykök. A keretjáték szereplői: Hacser Józsa és Inke László.
1994: A Bál – szilveszteri különkiadás, ahol a kölykök viszik el a bálba a felnőttjeiket.

## A stáb
- Takács Vera író, szerkesztő, rendező
- Kremsier Edit szerkesztő (1989–1991)
- Bárdos Éva szerkesztő (1995–1997)
- Dolák Saly Róbert zeneszerző (1989–1990)
- ifj. Malek Miklós zeneszerző (1990–1991)
- Korom Attila zeneszerző (1991–1997)
- Müller József ruhafelelős
- Csernovits Lajos, Bányai Gábor hangmérnök
- Holló Csaba mikrofonos
- Endrődi Eszter, Hegedűs Anikó, Varga Noémi, Wittman Anita asszisztens
- Sasvári Lajos operatőr (1989–1992)
- Bécsi Imre operatőr (1992–1995)
- Szatmári Péter operatőr (1995–1997)
- Németh Miklós gyártásvezető (1989–1991)
- Szántó Gábor gyártásvezető (1991–1997)
- Benedek Csaba, Magyar Gyula felvételvezető

## A kölykök
Gaskó Balázs műsorvezető (1989–1990)

### 1. csapat (1989)
- Acél Réka[8]
- Bányai Borbála
- Dombóváry Kristóf[9]
- Dózsa Gergő[10]
- Farkas Dániel
- Kárász Eszter[11]
- Korompay Márk
- Kovács Róbert[12]
- Lass Bea[13]
- Nagy Balázs Krisztián[14]
- Pausch Brigitta
- Szekeres Nóra
- Wallot Dan Yannick[15]

### 2. csapat (1993)
- Blazsovszky Péter
- Czippán Anett
- Galambos Lilla[16]
- Gévai Juli[17]
- Horváth Eszter
- Jakó Máté[18]
- Karsai Erika
- Kinizsi Ottó
- Renczés Gabi
- Schneider Viki
- Schök Norbi
- Szarka Szilvi
- Szelőczey Julika
- Varga Bálint
- Stukovszky Tamás
- Lóránt Balázs

(Forrás: Kölyökidő blog)

## Képernyőn kívül
- 1991-ben a Szereposztás c. sorozat Korom Attila zenéiből megjelent egy hangkazetta a Varietas Stúdió kiadásában.
- 1995-ben megjelent a Kölyökidő kazetta a Televideó kiadásában. Jelenetek, dalok, versek láthatók rajta évszakok szerinti csoportosításban.